# Centovalli (dal)
Centovalli är en dal i Schweiz.   Den ligger i kantonen Ticino, i den sydöstra delen av landet, 130 km sydost om huvudstaden Bern.
I omgivningarna runt Centovalli växer i huvudsak blandskog. Runt Centovalli är det mycket tätbefolkat, med 1 018 invånare per kvadratkilometer.